# ソーラーポンド
ソーラーポンド（英語:Solar Pond）とは、昼間に太陽光で塩水を含む池を温めて蓄熱し、その熱を夜間や冬季に使用する太陽熱を集積するための装置である。太陽池とも言う。

## 概要

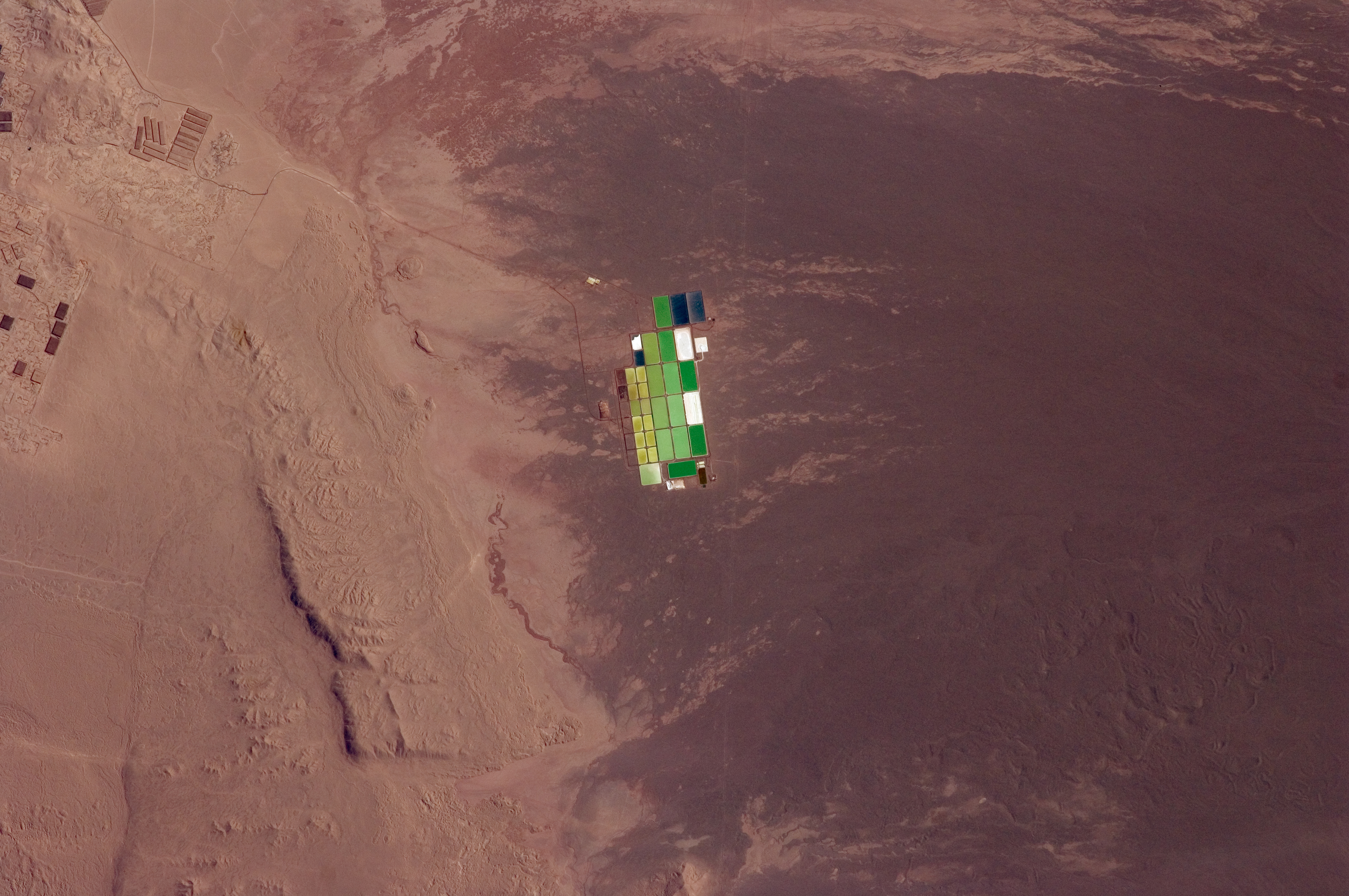
アタカマ砂漠にあるソーラー(蒸発)ポンド

広い池に比重の大きい食塩水（高濃度の塩化ナトリウム水溶液）を入れ、その上に真水を入れる。こうすることによって食塩水と真水との間に熱伝導率が小さい層が形成される。さらに、この池の底を黒くするなどの工夫を行うことによって太陽光エネルギーが吸収しやすくした状態で、太陽光を当てると池底の食塩水の温度は最高で100 ℃位まで上昇するものの、その上にある熱伝導率が小さい層の御蔭で保温されるために温度が低下しにくい。この効果を利用して、昼間に蓄熱したエネルギーを、夜間や冬季に使用する。温水の温度の日間変動が少ない、構造が単純で保守が行いやすく、維持管理費用が安い、などといった特徴があり、発電機用の熱源、温室や養魚場の補助熱源などに利用される。

## 歴史
ソーラーポンドは1902年にハンガリーのカレシンスキーが、ハンガリーのソバタにある天然の塩湖であるMedve湖(ハンガリー語で熊の意味)の深さ1.3 mの水中で、温度が約70 ℃の温水を発見し、それが太陽熱で温まった塩水が塩の濃度勾配によって対流が抑制されて冷却されないためであることを見出したのに始まる。その後、1948年にイスラエルのタボールらが、初めて人工のソーラーポンドを提案した。そして、第1次オイルショックの後に、世界各地で活発に研究が進められた。また、1971年には南極の年平均気温が-20 ℃の場所で、深さ60 mの位置に25 ℃の塩水層が発見された。なお、日本では1975年から1977年の3年間にわたり、北海道東部の網走で実証試験が行われた。

## 原理とポンドの構造
英語版ソーラポンド参照

### 原理
ソーラーポンドは大きく分けて、
- 太陽光のエネルギーで池（ポンド）の下層の水を温める。
- 温まった水の上に熱伝導率の低い低熱伝導層を作り熱の放出を防止する。

の2つの機構で構成される。

### 下層の加熱
太陽光は塵や有色の不純物を含まない水ならば、その大部分が透過する。池の底を太陽光のエネルギーを吸収しやすいように黒く塗り、そこに太陽光を遮らない綺麗な水を入れると、太陽光は綺麗な水を透過して、黒い池の底を温める。底に近い下層の水はこの底の熱で温められ、下部に温度の高い水の層が生じる。

水層下部の温度が高いと対流が生じるため、下部の熱が上部へと運ばれ、さらに大気中へと失われるため速やかに冷える。

### 低熱伝導層
水槽で下部の温度が上部より高いと、温かい水は冷たい水より軽い（4℃以上の場合）ため、下部の水は上昇して水槽表面に至り、そこで熱を放出することによって冷やされて重くなり水槽下部に下降するという対流が起る。水の場合、この対流が熱を放出する最も大きいメカニズムであるため、これを抑制できれば水が冷える事を抑えられる。
ところで、もしも食塩濃度が薄い食塩水と濃い食塩水があった場合、濃度が薄い物は濃い物より軽いため、濃い食塩水の上に薄い食塩水が乗った2層に分離する。ここで濃い食塩水の温度が上昇すると、濃い食塩水は温度が上昇する前よりは軽くなるものの、もしそれでも薄い食塩水より重ければ、この濃い食塩水は2層の下側に留まり続けて、薄い食塩水を突き抜けるような対流は起らない。
ソーラーポンドでは上層ほど食塩濃度が下がる食塩水層を作ることによって、対流が起らないようにすることで、下層の水の冷却を防止する。

### ポンドの構造
ポンド（池）は底を粘土や防水処理したコンクリートなどで固めて、その上面を黒色に塗るなどして太陽光エネルギーを吸収しやすくする。この池の下部に高濃度の食塩水を入れることで、下部対流層を作る。この層の上に、上部の方が食塩濃度が薄くなる層を作ることで、非対流層が形成される。更に、その上に真水を入れることによって上部対流層を作る。以上の3つの水の層を作る。
- 下部対流層（蓄熱層, Lower Convective Layer）は、太陽で温められた池底の熱を保持するための層で蓄熱層とも呼ばれる。この層は濃度20%程度の食塩水を用いる。層内で組成が等しく対流が起こるため、下部対流層の温度は均一で、夏期には70 ℃から80 ℃に達する。蓄熱量を増やすために、この層は厚い方が好ましい。網走の実証実験では1.5 mとした[1]。
- 非対流層（Non-Convective Layer）は、食塩濃度に勾配がある層で、下部は下部対流層と濃度が等しく、上部は濃度がゼロの層で、この内部では対流が起らない。しかし、この層を通して熱伝導により熱が失われるため、この層も厚いことが望まれる。網走の実証実験では1.3 mとしたが、この層は経時的に変化して、最終的に約0.6 mから0.7 m程度となった[1]。また、この層は太陽光が池底部まで到達できるようにするため、塵や有色の不純物を入れないようにすることが重要である。
- 上部対流層（上部混合槽, Upper Convective Layer) は、池の表面に当たる塩分を含まない真水の層である。この層の最も重要な機能は非対流層を維持することであり、この層が無いと下部対流層と非対流層は徐々に混ざり合い、最終的には1つの層となってしまう。それ以外に池の外部から入り込む塵埃などを取り除くため、また内部に発生する藻等を除くため、定期的に水を流して交換するための層としても利用する。また、雨水によって増水した分を除くための排水口も設けられる場合がある。この層は太陽光を吸収しないように薄いことが望ましい。網走の実証実験では0.23 mとした[1]。

## 建設費
建設費に関する情報は少ないものの、イスラエルが1984年に建築した210,000 m2のソーラーポンドでは、1 m2当たり30$であった。

## 実現可能性
ソーラーポンドは、食塩が安価に入手でき、平坦な土地があり、容易に水が得られなければ、安価に構築することは難しい。また池からの塩水の漏洩によって発生し得る土壌汚染などの環境要因も重要である。アメリカ合衆国でのソーラーポンドの最大の潜在市場は、工業用加熱工程での利用と考えられるものの、化石燃料が安価な現状ではアメリカ合衆国内での用途は限られる。また、用途が類似する太陽熱温水器に対する優位性は不明である。

## 温室効果ガス排出量とエネルギー収支

### 温室効果ガス排出量
2012年段階でソーラーポンドの温室効果ガス(GHG)排出量に関するデータは見られない。ただ一般的に、建築材料製造時や建築工事時には温室効果ガスの排出を伴うものの、運転中の排出は少ない。

### エネルギー収支
2012年段階でソーラーポンドのエネルギーペイバックタイム(EPT)やエネルギー収支比(EPR)の見積に必要な実測データは得られていない。

## 用途
用途として網走の実証実験を主導した金山らはソーラーポンドが有効に適用できる条件として
- 大量、かつ長期間の低温レベルの熱需要があること
- 日照条件はよいが、他のソーラーエネルギー利用機器の適用が難しい場合
- 土地が安価に確保でき、塩が入手しやすいところ(天然の塩湖は最適)

とし、実際の用途として
- 農業分野：温室の加湿(ママ、加熱か)、農作物の乾燥、土壌の加熱、利用水の加熱
- 林業分野：木材の前処理、乾燥、曲げ加工などを行うための加熱
- 食品加工：給湯、洗浄、乾燥、発酵、廃棄物処理
- 畜産・酪農：畜舎の暖房、殺菌・洗浄、メタン発酵
- 居住設備：冷暖房、給湯、温水プールの加熱
- 組立産業：洗浄、給湯、乾燥、予備加熱、暖房
- 発電・動力：低沸点熱媒体の蒸発熱源
- 工業：ヒートポンプの熱源、ボイラー水の予熱
- 海水淡水化：蒸留用熱源

以上を挙げている。
一方、ソーラーポンドの設置のためには安価で広い土地があり、かつ、日射量の多いことが必要条件となるが、この条件に最も当てはまる現実的な場所は砂漠のような不毛地帯である。このような場所には上記のような農業・林業や工業は存在しないし、そこまで温水を運ぶのも現実的ではない。また住宅地まで送電線を引くのもコストがかかりすぎる。
海水の淡水化については、アメリカ合衆国政府の資金提供で海水を淡水化するためにソーラーポンドを使用する研究を行ったものの、このプロセスでの飲料水の生産コストは非常に高く実用化しなかった。

## 実例

### イスラエル
イスラエルではアラブ諸国が主要生産国である石油にエネルギーを依存できないという国防上の理由から、建国以来ソーラーポンドの研究を推進してきた。1983年には占領下のヨルダン川西岸地区のベイト・ハアラブに、発電目的で面積210,000 m2のソーラーポンドを建設し、発電出力5 MWを得た。この施設はオルマット社により建築され、1988年まで運営された。

### インド
インドでは1987年に非従来型エネルギー源省の国立太陽池プログラムの奨励の下に、エネルギー資源研究所(TERI)の研究・開発・技術の指導と、グジャラート州エネルギー開発局およびグジャラート州酪農振興公社(GDDC)の共同により、グジャラート州のブージに広さ6000 m2のソーラーポンドの建設を開始した。この施設は1993年に完成し、最高で70 ℃のお湯を農場に、1日あたり80 m3供給する事で技術の有効性を実証した。TREIはこの施設を1996年迄運営した後、GDDCに引き渡した。その後この施設は2000年まで稼働したものの、2001年1月26日に発生したインド西部地震 により倒壊した。

### アメリカ合衆国
アメリカ合衆国では1974年頃からアメリカ合衆国エネルギー省の支援の下でソーラーポンドの研究が行われ、ロスアラモス国立研究所やテネシー川流域開発公社などにソーラーボンドが建築された。またソーラーポンド技術のリーダーであるイスラエルの指導の下で、テキサス州西端部のエルパソの食品缶詰工場に3200 m2のソーラーポンドを建設し、1986年夏から缶詰製造工程の熱源として86 ℃、300 kWの熱エネルギーの供給を開始した。1986年7月にランキンサイクルの発電機を追加し、同年9月からアメリカ合衆国で初めてとなるソーラーポンドによる70 kWの発電を開始した。また1987年5月に低温脱塩装置を追加し、同年6月には、1日あたり16 m3の脱塩水の生産を開始した。その後1992年に施設は停止したものの、1995年の春に再開した。その他の施設としてオハイオ州マイアミズバーグには、レクリエーションセンターの建物と水泳プールの熱源としてソーラーポンドが建設された。しかしながらアメリカ合衆国エネルギー省は、1983年に研究開発の資金を提供を終了した。

### オーストラリア
。
ロイヤルメルボルン工科大学(RTIM)、オーストラリア地質工学社とピラミッドソルト社の3者は、ソーラーポンドを用いた再生可能エネルギーを使用して産業用の熱を生産する新しいシステムを実証試験のために、オーストラリア温室効果オフィス(AGO)から2000年2月に55万ドルの助成金を受けた。ビクトリア州北中部ピラミッドヒルにあるピラミッドソルト社 の敷地内で3000 m2のソーラーポンド試験設備が建設が始まり、2001年6月に食塩の精製工程および養殖用の熱エネルギー源供給用に運転開始され、その経済性データが収集された。それによると北ビクトリアと気候が類似する地域では、ソーラーポンドを使って40 ℃から80 ℃の熱を供給でき、平均的なコストは1 GJ当たり約10＄から15＄程度である推定された。これは当時の農村地帯で1 GJ当たり20$以上となるLPGや、電力消費のピーク時に1 GJ当たり45$（オフピーク時は9$）の電力使用に対して競争力があると推定される。しかし1 GJ当たり4 - 5$の天然ガスが利用できる地域ではコスト的に競合が困難である。

### 日本
日本では1975年に北見工業大学、北海道開発局、北見市などの共同研究として、北海道網走市の能取湖畔に面積1509 m2、深さ3 mの円形ソーラーポンドを建設して、1977年までの3年間にわたって実証試験が行われた。その結果、初年度の夏には約70 ℃の高温が得られ、冬季で上部対流層が凍結する中でも20 ℃を温度を維持できた。18ヶ月間の計測では、合計日射量は8240 GJであったのに対し、抽出熱量495 GJであった。したがって、抽出割合は約6％である。集熱効率は春から夏は30％以上と高いものの、秋から冬は負の値であった。つまり、秋から冬にかけては、次第に温度が低下していった。また、池の表面に氷が張ると集熱しない。また、時間と共に上部は風による攪拌と対流の影響、下部は対流の影響で、非対流層が侵食されて厚さが薄くなり、また、上部対流層では藻の発生や、塵による汚れなどの増加の影響などが原因で、下部対流層まで到達する太陽光量が減少し、3年目には夏でも最高温度が約50 ℃に止まった。この研究を主導した金山は結論として次のように述べている。
- 塩水の透明度維持、濃度勾配の維持が重要。
- 日本では空気中の水蒸気影響で日射量が少ない上に、天候の変動や台風などが影響するため日本には不向きな技術で、日射量の大きい大陸内部の砂漠周辺や天然塩湖が利用できる所に向いた技術である。

### その他の例
ソーラーポンドで蓄熱されたエネルギーをソーラーアップドラフトタワーの熱源とするアイディアが提案されている。

## 次世代型ソーラーポンド
食塩の濃度差を利用するソーラーポンドは、雨水などによる濃度変動、非対流層の厚さの変動などが発生するために、塩水濃度勾配維持や上部対流層の汚れや藻の発生防止などの保守が必要である。保熱容量を増やす為には、より深い池が必要となるものの、これはソーラーポンドの建設費を増大させる。また、高濃度の食塩水が漏水事故を起こした場合に、塩害が起こり得ることなどの理由で、食塩水を用いない各種の無塩型ソーラーポンドが提案されている。

### 考え方
ソーラーポンドで食塩を使う理由は、非対流層で食塩の濃度差によって産み出した比重の差を利用して、対流を防止するためである。この他に非対流層に必要な機能は、太陽光を透過する事である。即ち透明で対流防止が可能な他の方法があれば、食塩を使う非対流層を置き換えられる。さらに、上部対流層は多くの太陽光を透過させるために薄いことが望まれるわけだが、そもそも上部対流層は非対流層の食塩水の層を維持するために必要な部分であるため、非対流層の形成に食塩を用いなければ、上部対流層も不要になる。また、下部対流層も食塩水である必要はなくなる。
保熱容量を増加させるためには、温まった下部対流層を別途に貯槽する蓄熱装置が利用される。

### 粘性ソーラーポンド
粘度が高い物質は対流が起りにくい。この性質を利用して、シャーハー、ウイルキンスらは非対流層に透明で粘度の高い水溶液を作成するために、適切な高分子の水溶液を用いた粘性ソーラーポンドを提案した。

### メンブレンソーラーポンド
建物の窓の断熱などに使う複層ガラスや、窓に貼る断熱フィルムのように、2枚のガラスなどに挟まれた薄い空気層では対流が起りにくいため、断熱特性が高い。ハルは非対流層の代わりに、空気層をはさんだ透明薄膜を多数積層したメンブレンソーラーポンドを提案した。

### 粘性膜型ソーラーポンド
多賀らによりメンブレンソーラーポンドの空気の代わりに、透明で粘度の高い高分子の水溶液はさんだ粘性膜型ソーラーポンドが提案されている。

### その他のソーラーポンド
保熱容量を増すために別途蓄熱装置を敷設したタイプや、夜間のみ池の表面を断熱材でカバーするなどと言った、よりソーラーポンドの保温性を向上させる工夫が検討されている。
なお、池の上に黒色板を置きそれを太陽光で温めた後で、この熱を水に移す「表面集熱型」と呼ぶソーラーポンドがあるものの、これは太陽熱で下層の液体を温め、その上に対流が起らない層で熱エネルギーを逃さないと言うソーラーポンドの考えより、貯湯槽と集熱器を分離したソーラーシステム型太陽熱温水器に近いものである。